# Wan Gang

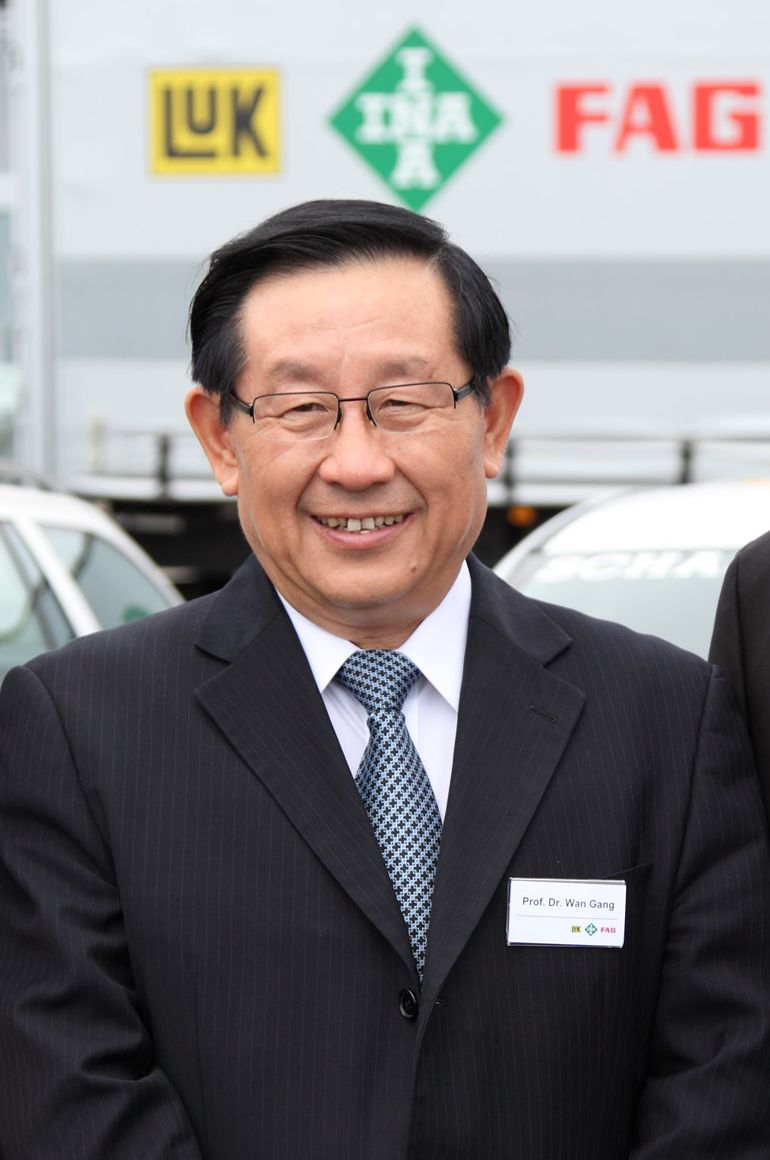
Wan Gang (2011)

Wan Gang (chinesisch 万钢; * 1. August 1952 in Shanghai) ist ein chinesischer Politiker und Automobil-Ingenieur. Im April 2007 wurde er zum Minister für Wissenschaft und Technologie der Volksrepublik China ernannt. Dieses Amt übte er bis März 2018 aus, gefolgt von Wang Zhigang.

## Werdegang
Wan Gang hat an der Tongji-Universität in Shanghai Experimentelle Mechanik studiert und war dort ab 1981 als Dozent für Mathematik und Mechanik tätig. 1985 kam er nach Deutschland, um an der TU Clausthal Antriebstechnik zu studieren. Unter Doktorvater Peter Dietz promovierte er 1990 mit einer Dissertation über „Hybride Messverfahren zur Untersuchung dynamischer Spannungszustände“ am Institut für Maschinenwesen. Ab 1991 war er bei Audi in leitenden Positionen für Forschung und Entwicklung tätig, bis er 2000 beschloss, nach China zurückzukehren. Dort errichtete er an der Tongji-Universität ein Forschungsinstitut für die Entwicklung von Wasserstofftechnologie und elektrischen Fahrzeugen.
Von Juli 2004 bis August 2007 war er Präsident der Tongji-Universität.

## Politische Aktivität
Wan Gang ist Mitglied und Vizevorsitzender der Zhi-Gong-Partei.
Er war nach 35 Jahren der erste Minister in der Volksrepublik China, der Mitglied einer Blockpartei und nicht der Kommunistischen Partei war.

## Ziele
Wan hoffte, ab 2012 in Shanghai jährlich 10.000 Fahrzeuge mit Wasserstoffantrieb zu produzieren, die sowohl für den öffentlichen Verkehr als auch für Privatnutzer geeignet sind. Er gilt als ein starker Verfechter des weiteren Ausbaus umweltfreundlicher Antriebstechnologien.

## Ehrungen in Deutschland

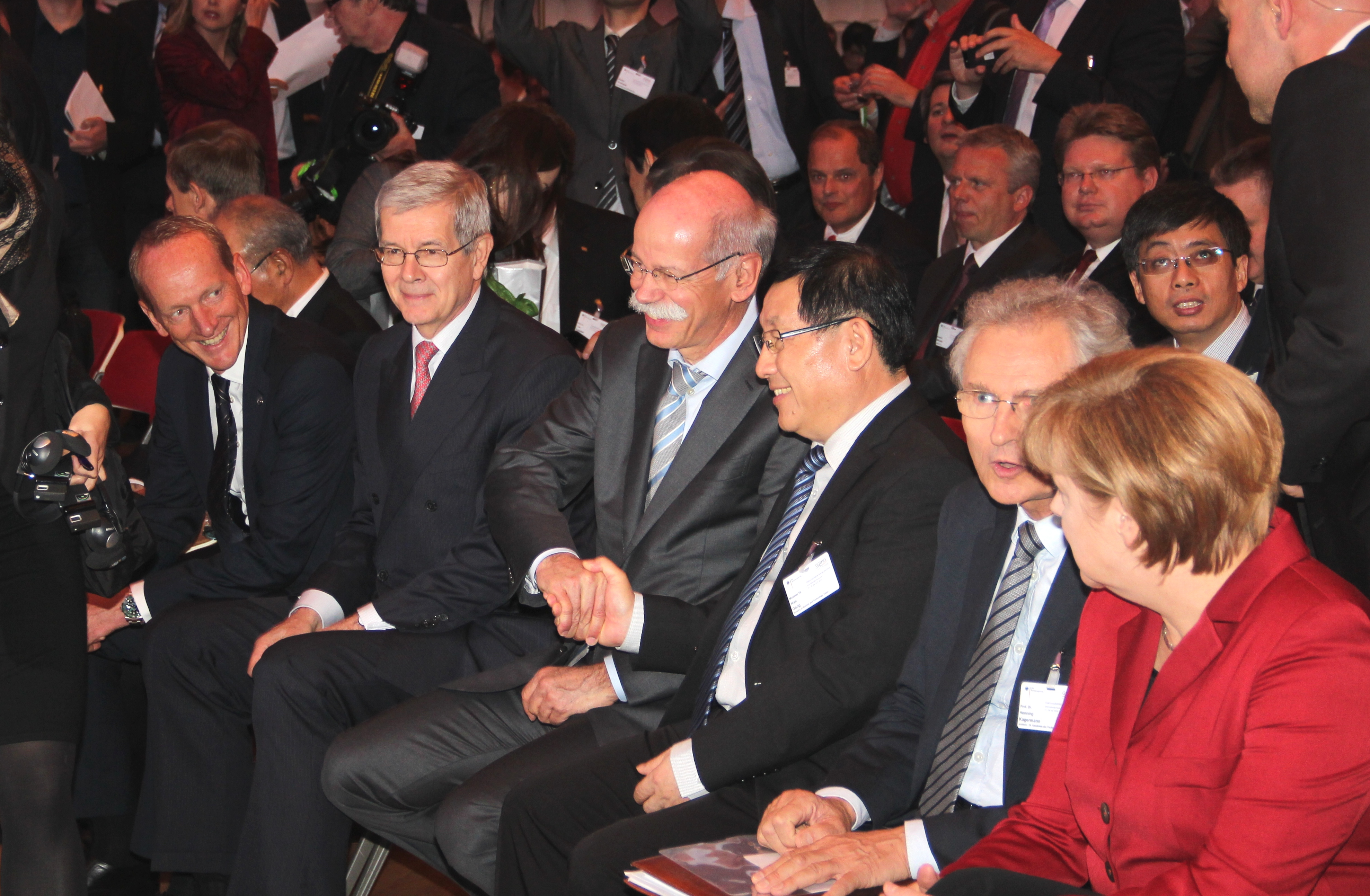
Wan Gang mit Automobilprominenz auf dem Elektromobilitätsgipfel in Berlin 2014

Im August 2005 wurde er durch den damaligen Ministerpräsidenten Christian Wulff mit dem Niedersächsischen Verdienstkreuz am Bande geehrt.
Im Oktober 2008 erhielt er die Ehrendoktorwürde der TU Berlin. Seit April 2016 ist er Honorarprofessor der TU Clausthal.